# Flere Filmhits
Flere Filmhits er et album fra 2007 med diverse danske skuespillere, der synger ældre danske sange, primært fra film, og er efterfølgeren til Danske Filmhits; den blev fulgt op med Julehits.

## Spor
| Nr. | Sang                            | Medvirkende stjerner                | Fra filmen                      | Oprindeligt sunget af            |
| --- | ------------------------------- | ----------------------------------- | ------------------------------- | -------------------------------- |
| 01  | "Hvorfor Er Lykken Så Lunefuld" | Lars Mikkelsen                      | En fuldendt gentleman - 1937    | Karen Jønsson                    |
| 02  | "Hvad Skal Vi Med Kvinder?"     | Nikolaj Lie Kaas & Jeppe Kaas       | ABC Revyen - 1963               | Preben Kaas & Jørgen Ryg         |
| 03  | "Den Första Gång Jag Såg Dig"   | Iben Hjejle                         | Fridas Visor - 1930             | Bengt Djurberg                   |
| 04  | "Oh Babe Kom Med Et Bud"        | Kim Bodnia                          | Udgivet på singleplade - 1972   | Preben Kaas                      |
| 05  | "Pige Træd Varsomt"             | Sidse Babett Knudsen                | Sommerrevy: Alle Ni - 1926      | Karina Bell                      |
| 06  | "Hot Hot"                       | Louise Mieritz                      | Mille, Marie og mig - 1938      | Marguerite Viby                  |
| 07  | "Forelsket i København"         | Lars Mikkelsen & Ellen Hillingsø    | Forelsket i København - 1960    | Siw Malmquist & Henning Moritzen |
| 08  | "Alene Med En Yndig Pige"       | Lars Brygmann                       | Mød mig på Cassiopeia - 1951    | Lily Broberg & Hans Kurt         |
| 09  | "Lille Frøken Himmelblå"        | Sidse Babett Knudsen & Rasmus Bjerg | Han, hun, Dirch og Dario - 1962 | Gitte Hænning & Dirch Passer     |
| 10  | "Når En Sailor Går I Land"      | Claes Bang                          | Sømand i knibe - 1960           | Otto Brandenburg                 |
| 11  | "Man Binder Os På Mund Og Hånd" | Stine Stengade                      | Dyveke - 1940                   | Liva Weel                        |
| 12  | "Susanne, Birgitte & Hanne"     | Rasmus Bjerg                        | Sømand i knibe - 1960           | Otto Brandenburg                 |